# Spilosoma atrivenata
Spilosoma atrivenata là một loài bướm đêm thuộc phân họ Arctiinae, họ Erebidae.